# 金熊猫奖
金熊猫奖（英語：Golden Panda Awards），是由中国文学艺术界联合会和四川省人民政府主办的国际影视评选活动，设有电影、电视剧、纪录片、动画片四大单元奖项，每两年举办一届。首届金熊猫奖评选于2023年9月在四川举行。

## 历届概况
| 届数 | 举办日期            | 终评委员会主席 | 单元主席 | 单元主席 | 单元主席 | 单元主席        |
| 届数 | 举办日期            | 终评委员会主席 | 电影     | 电视剧   | 纪录片   | 动画片          |
| ---- | ------------------- | -------------- | -------- | -------- | -------- | --------------- |
| 1    | 2023年9月19日至20日 | 张艺谋         | 唐季礼   | 郑晓龙   | 柯文思   | 乔治·史威兹贝尔 |

## 奖项设置
金熊猫奖设电影、电视剧、纪录片、动画片四个单元奖项。
- 电影单元：最佳影片奖、最佳导演奖、最佳编剧奖、最佳男主角奖、最佳女主角奖、最佳男配角奖、最佳女配角奖、最佳摄影奖、最佳音乐奖
- 电视剧单元：最佳剧集奖、最佳导演奖、最佳编剧奖、最佳男主角奖、最佳女主角奖、最佳男配角奖、最佳女配角奖、最佳摄影奖、最佳音乐奖
- 纪录片单元：最佳纪录片奖、最佳导演奖、最佳摄影奖、最佳剪辑奖
- 动画片单元：最佳动画片奖、最佳动画形象奖、最佳视觉效果奖

## 得奖名单

### 第一届
| 单元   | 奖项               | 提名及得奖名单 |
| ------ | ------------------ | --- |
| 电影   | 最佳影片奖         | - 《乔乔的异想世界》 - 《白塔之光》 - 《波斯语课》 - 《最后一场胶片电影放映》 - 《流浪地球2》 |
| 电影   | 最佳导演奖         | - 亚历桑德罗·冈萨雷斯·伊纳里图《诗人》 - 张律《白塔之光》 - 刘江江《人生大事》 - 阿彼察邦·维拉斯哈古《记忆》 - 塔伊加·维迪提《乔乔的异想世界》                                                                                      |
| 电影   | 最佳编剧奖         | - 塔伊加·维迪提、克里斯汀·勒南斯《乔乔的异想世界》 - 克里斯托弗·汉普顿、佛罗莱恩·泽勒《困在时间里的父亲》 - 伊尔佳·佐芬、沃尔夫冈·科尔哈泽《波斯语课》 - 田波《柳青》 - 孔大山、王一通《宇宙探索编辑部》                            |
| 电影   | 最佳男主角奖       | - 安东尼·霍普金斯《困在时间里的父亲》 - 休·杰克曼《困在心绪里的儿子》 - 易烊千玺《奇迹·笨小孩》 - 纳威尔·佩雷兹·毕斯卡亚特《波斯语课》 - 成泰燊《柳青》                                                                             |
| 电影   | 最佳女主角奖       | - 西格妮·韦弗《珍妮热线》 - 蒂尔达·斯文顿《记忆》 - 佩内洛普·克鲁兹《平行母亲》 - 约尔卡·加希《蜂箱》 - 宫哲《守岛人》 |
| 电影   | 最佳男配角奖       | - 张颂文《不止不休》 - 本·卫肖《小小乔》 - 罗京民《人生大事》 - 安东尼·霍普金斯《困在心绪里的儿子》 - 国村隼《又见奈良》 |
| 电影   | 最佳女配角奖       | - 格尔达·阿尔耶纳《姐妹》 - 北川景子《电影之神》 - 倪虹洁《爱情神话》 - 殷桃《万里归途》 - 凡妮莎·柯比《困在心绪里的儿子》 |
| 电影   | 最佳摄影奖         | - 梁明《守岛人》 - 达吕思·康第《诗人》 - 希尔万·希尔曼《摆动》 - 雷蒙·爱德华兹《毛利三姐妹》 - 曹郁、常城《脐带》 |
| 电影   | 最佳音乐奖         | - 塞萨尔·诺佩斯《记忆》 - 迈克·吉亚奇诺《乔乔的异想世界》 - 奥拉佛·阿纳尔德斯《我的丈夫得了躁郁症》 - 乌仁娜、伊德尔、欧尼尔《脐带》 - 于飞《中国乒乓之绝地反击》                                                                   |
| 电视剧 | 最佳剧集奖         | - 《1923（第一季）》 - 《山海情》 - 《人世间》 - 《我的天才女友（第三季）》 - 《半泽直树2》 |
| 电视剧 | 最佳导演奖         | - 张永新《觉醒年代》 - 本·理查森《1923（第一季）》 - 迈赫迪·贾法里《雅度》 - 克雷格·卓贝《东城梦魇》 - 布莱恩·派西维尔、梅廷·侯赛因、安迪·海伊《万物生灵》                                                                          |
| 电视剧 | 最佳编剧奖         | - 王海鸰、王大鸥《人世间》 - 阿格奈什·普鲁、玛丽·特蕾泽·蒂尔、瑞贝卡·鲁伯《最终的冒犯》 - 纳塔莉·沙尔夫《亲爱的薇薇安》 - 王小枪《对手》 - 萨维里奥·科斯坦佐、弗朗西斯·皮克罗、劳拉·保卢奇、埃莱娜·费兰特《我的天才女友（第三季）》 |
| 电视剧 | 最佳男主角奖       | - 张嘉益《装台》 - 雷佳音《人世间》 - 布莱恩·克兰斯顿《法官大人》 - 堺雅人《半泽直树2》 - 艾丹·特纳《列奥纳多（第一季）》 |
| 电视剧 | 最佳女主角奖       | - 凯特·温斯莱特《东城梦魇》 - 刘亦菲《梦华录》 - 玛格丽塔·马祖可《我的天才女友（第三季）》 - 蕾亚·塞洪《风骚律师（第六季）》 - 任素汐《亲爱的小孩》                                                                                 |
| 电视剧 | 最佳男配角奖       | - 亨特·杜汉《法官大人》 - 西田敏行《我家的故事》 - 马少骅《觉醒年代》 - 王景春《警察荣誉》 - 朱利叶斯·尼奇科夫《亲爱的薇薇安》 |
| 电视剧 | 最佳女配角奖       | - 陈瑾《三体》 - 安娜丽塔·维托罗《我的天才女友（第三季）》 - 玛丽亚姆·扎里《半独立别墅》 - 莎拉·斯努克《继承之战（第三季）》 - 梅婷《回来的女儿》                                                                                   |
| 电视剧 | 最佳摄影奖         | - 本·理查森、科林·霍奇森《1923（第一季）》 - 赛义德·莫尔塔扎·纳贾菲《雅度》 - 史蒂夫·劳斯《列奥纳多第一季》 - 魏超、于飞《风起洛阳》 - 埃里克·莫尔伯格·汉森、埃里克·佩尔松、凡妮莎·怀特《万物生灵》                                 |
| 电视剧 | 最佳音乐奖         | - 布莱恩·泰勒、布列塔尼·维维安《1923（第一季）》 - 张镒麟《人世间》 - 亚历山德拉·哈伍德《万物生灵》 - 薇拉·玛丽·韦伯《最终的冒犯》 - 金大洲《去有风的地方》                                                                         |
| 纪录片 | 最佳纪录片奖       | - 《大屠杀幸存者小姐》 - 《大熊猫 小奇迹》 - 《与狼共处》 - 《人生第二次》 - 《又⻅三星堆》 |
| 纪录片 | 最佳导演奖         | - 段洪乐《母亲》 - 董浩珉《全球公敌》 - 孙超《小小少年》 - 冯文嘉《俘虏》 - 安雅·梅占琪《类人猿-关于情感道德思维的故事》 |
| 纪录片 | 最佳摄影奖         | - 塞缪尔·图坦 《雪豹的冰封王国》 - 菲利普·波顿《地球上的一年》 - 邓肯·布雷克《从33件物品中窥探奥斯维辛集中营》 - ⻢特乌什·米罗查《卡尔·法特梅》 - 达伍德·拉赫曼尼《京之轴》                                                         |
| 纪录片 | 最佳剪辑奖         | - 亚当·霍尔《未来漫游指南》 - 索尔·巴德《星际杀手》 - 邹婷、⻩一钧《永远的行走：与中国相遇》 - 史蒂夫·摩根《最美中国：四季如歌》 - ⻢蒂·纳兰宁《挪威儿童杯足球赛》                                                                  |
| 动画片 | 最佳动画片奖       | - 《无可取代》 - 《雄狮少年》 - 《精灵旅社4:变身大冒险》 - 《中国奇谭》 - 《找寻房子的继承人》 |
| 动画片 | 最佳动画形象奖     | - 《小马宝莉：新世代》 - 《薇薇猫的日常》 - 《螺丝钉vs机械蟹》 - 《大王日记》 - 《姆明山谷（第三季）》 |
| 动画片 | 最佳动画视觉效果奖 | - 《深海》 - 《冬日之⻛》 - 《卡格哈提》 - 《中国神话故事》 - 《阿鲁》 |